# Wassili Grigorjewitsch Fessenkow

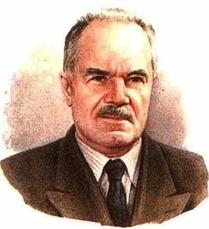
Wassili Grigorjewitsch Fessenkow

Wassili Grigorjewitsch Fessenkow (russisch Василий Григорьевич Фесенков; * 1. Januarjul. / 13. Januar 1889greg. in Nowotscherkassk; † 12. März 1972 in Moskau) war ein russischer Astronom, Astrophysiker und Hochschullehrer.

## Leben
Fessenkow, Sohn eines Mathematik- und Physik-Lehrers, interessierte sich schon als Realschüler für die Astronomie. Er baute sich ein kleines Teleskop und beobachtete 1906 den Kometen 15P/Finlay. 1907 begann er das Studium an der physikalisch-mathematischen Fakultät der Universität Charkow. Seine erste wissenschaftliche Arbeit im zweiten Kurs war der Bestimmung der Parallaxe der Sonne gewidmet. Dann berechnete er innerhalb von 8 Monaten mit den Beobachtungsdaten der Observatorien im In- und Ausland die Umlaufbahn des Kometen C/1908 R1 (Morehouse), wofür er eine Goldmedaille der Universität erhielt. Neben den theoretischen Untersuchungen führte er Beobachtungen im Charkower Observatorium durch. 1911 schloss er das Studium mit einer Goldmedaille ab. Er blieb an der Universität, um sich auf die Professorenlaufbahn vorzubereiten. Nach einem Jahr wurde er zu einem zweijährigen Studienaufenthalt an die Universität von Paris geschickt, wo er als Praktikant im Observatorium arbeitete. 1914 verteidigte er dort seine Dissertation La lumiere Zodiacale. Zu Beginn des Ersten Weltkrieges kehrte Fessenkow nach Russland zurück, legte die Magisterprüfung ab, wurde 1915 Privatdozent an der Universität Charkow und arbeitete am Charkower Observatorium. Ein Arbeitsschwerpunkt war die Physik der Atmosphäre. 1917 verteidigte er seine Magister-Dissertation über die Natur des Jupiters.
Nach der Oktoberrevolution und Beginn des Russischen Bürgerkrieges bewarb sich Fessenkow in Nowotscherkassk 1920 um eine Professorenstelle am Polytechnischen Institut und am Pädagogischen Institut. Dort stellte er seine Doktor-Dissertation fertig und legte sie dann der Universität Charkow vor. Zur Verteidigung der Dissertation kam es nicht mehr, weil inzwischen die Akademischen Grade abgeschafft worden waren. 1921 organisierte er die erste astronomische Expedition in den Kaukasus zur Bestimmung eines Ortes für ein Observatorium. Die benötigte Ausrüstung wurde auf persönliche Anweisung Lenins beschafft.
1922 ging Fessenkow nach Moskau und wurde Leiter des Staatlichen Astrophysikalischen Instituts, das 1931 das Sternberg-Institut für Astronomie (GAISch) wurde. Er gründete das astronomische Observatorium Taschkent und die astronomischen Stationen Kutschino (1925, ab 1930 astronomisches Observatorium des GAISch) in Schelesnodoroschny und Nowotscherkassk. Fessenkows Mitarbeiter waren Sergei Wladimirowitsch Orlow, Wladimir Alexandrowitsch Kostizyn und Alexander Alexandrowitsch Michailow sowie später Boris Alexandrowitsch Woronzow-Weljaminow, Serhij Wsechswjatskyj, Georgi Nikolajewitsch Duboschin, Nikolai Dmitrijewitsch Moissejew, Nikolai Nikolajewitsch Pariski, Kirill Fjodorowitsch Ogorodnikow, Konstantin Nikolajewitsch Schistowski,  Nina Staude und Juri Naumowitsch Lipski. 1924 gründete Fessenkow die Fachzeitschrift Astronomitscheski journal, deren Chefredakteur er bis 1964 blieb. 1927 wurde er zum Korrespondierenden Mitglied der Akademie der Wissenschaften der UdSSR (AN-SSSR, seit 1991 Russische Akademie der Wissenschaften (RAN)) gewählt. 1928 erfolgte die Promotion zum Doktor der physikalisch-mathematischen Wissenschaften. 1936 wurde Fessenkow Direktor des GAISch.
Neben seiner Forschungsarbeit lehrte Fessenkow an der Universität Moskau und leitete den Lehrstuhl für Astrophysik. Er sorgte immer für schnelle Veröffentlichungen der Ergebnisse seiner Studenten, bei denen er nur Mitautor war, wenn er selbst daran mitgearbeitet hatte. 1933 wurde er Professor am Lehrstuhl für Astronomie und 1935 am Lehrstuhl für Astrophysik. Im gleichen Jahr 1935 wurde er auf Vorschlag Aristarch Apollonowitsch Belopolskis und Wladimir Iwanowitsch Wernadskis zum Wirklichen Mitglied der AN-SSSR gewählt. 1939–1941 war er Akademischer Vizesekretär der physikalisch-mathematischen Abteilung der AN-SSSR. Im Deutsch-Sowjetischen Krieg war er 1941–1945 Beauftragter des Präsidiums der AN-SSSR für die evakuierten Einrichtungen der AN-SSSR in der Kasachischen SSR. 1941 gründete er in Alma-Ata das Institut für Astronomie und Physik, das 1950 in das Institut für Physik und das Institut für Astrophysik der Akademie der Wissenschaften der Kasachischen SSR aufgeteilt wurde. Am Ufer des Großen Alma-Ata-Sees in 2600 m Höhe gründete er die Korona-Station zur regelmäßigen Beobachtung der Sonnenkorona. Fessenkow führte einen wissenschaftlichen Streit mit Otto Juljewitsch Schmidt über die Entstehung des Sonnensystems und mit Gawriil Adrianowitsch Tichow über mögliches Leben auf dem Mars und anderen Planeten. 1946 wurde Fessenkow Wirkliches Mitglied der Akademie der Wissenschaften der Kasachischen SSR. Er leitete das Institut für Astrophysik in Alma-Ata, bis er 1964 in den Ruhestand ging.
Fessenkows Namen tragen der Mondkrater Fesenkov, der Marskrater Fesenkov und der Kleinplanet (2286) Fesenkov. In der Antarktis sind die Nunataki Fesenkova nach ihm benannt.

## Ehrungen
- Leninorden (dreimal)
- Medaille „Für heldenmütige Arbeit im Großen Vaterländischen Krieg 1941–1945“
- Orden des Roten Banners der Arbeit (1959)